# Geneta servalina
La geneta servalina (Genetta servalina) és una espècie de carnívor de la família dels vivèrrids, relacionat amb les civetes i linsangs. Com totes les genetes, l'aparença és de fèlid, encara que no es tracta d'un parent pròxim als fèlids. Hi ha diverses subespècies reconegudes de geneta servalina. Aquestes són:
- Geneta servalina de Lowe (G. servalina lowei). Durant anys només fou coneguda pel tipus nomenclatural, una única pell recollida l'any 1932 a les muntanyes Udzungwa, a Tanzània. Fou redescoberta l'any 2000 durant un estudi de captura en viu, i fou notícia el 2002 quan fou fotografiada a Udzungwa per primera vegada. Des de llavors, ha estat capturada en les trampes de càmeres fotogràfiques a les muntanyes Uluguru i les muntanyes Nguru, augmentant la possibilitat que estigui molt més àmpliament distribuïda a Tanzània.[1]
- Geneta servalina de Zanzíbar (G. servalina archeri). És endèmica de l'illa Unguja, Zanzíbar. Fou descoberta per la ciència l'any 1995, quan es trobaren una pell i un crani a la vila de Kitogani, al centre sud d'Unguja. El gener de 2003, es van fotografiar alguns individus prop del Parc Natural de la Badia de Jozani-Chwaka.[2]

La geneta crestada (G. cristata), una espècie amenaçada, fou considerada una subespècie de la geneta servalina, però actualment es considera generalment com a espècie independent.